# Јожеф Каса
Јожеф Каса (мађ. Kasza Јózsef; Суботица, 6. фебруар 1945 — Суботица, 3. фебруар 2016) био је српски политичар, економиста и банкар мађарског порекла.

## Биографија
Обављао је функцију градоначелника Суботице од 1989. до 2001. године.
Био је потпредседник Владе Србије у влади Зорана Ђинђића и председник Cавеза војвођанских Мађара. Након повлачења са места председника странке био је почасни председник странке до 2010. године када му је укинута титула почасног председника и искључен је из странке.
Ухапшен је 20. новембра 2012. године током истраге у афери „Агробанка”. У притвору је био до 12. фебруара 2013. године, а против њега није подигнута оптужница. У јулу 2013. године постао је главни и одговорни уредник Суботичких новина.
Био је ожењен новинарком Илдиком, с којом има сина. Из првог брака има кћерку и сина.